# 足利スマートインターチェンジ
足利スマートインターチェンジ（あしかがスマートインターチェンジ）は、栃木県足利市において事業中の北関東自動車道のスマートインターチェンジである。名称は仮称である。

## 概要
本線直結型で建設され、利用可能車種はETC搭載の全車種で24時間運用、上下線ともに出入可となる予定。
当スマートICの整備により産業活性化や定住人口の増加、広域的医療体制の充実などの効果が期待されるとしている。

## 道路
- E50 北関東自動車道
- 群馬県道・栃木県道256号竜舞足利線（事業中）

## 沿革
- 2022年（令和4年）9月30日 : 国土交通省より連結許可[1][2]。
- 2028年（令和10年）度 : 供用開始予定[3]。

## 周辺
- 足利赤十字病院

## 隣
E50 北関東自動車道
(5)太田桐生IC - 足利SIC（仮称・事業中） - (6)足利IC